# ماي اسادا
ماي اسادا (باليابانية: 浅田舞؛ بالكانا: あさだ まい) هي متزلجة فنية وعارضة وتارينتو يابانية، ولدت في 17 يوليو 1988 في ناغويا في اليابان.

## وصلات خارجية
- ماي اسادا على موقع الاتحاد الدولي للتزلج (الإنجليزية)